# 長野県道472号栗尾見上線
長野県道472号栗尾見上線（ながのけんどう472ごう くりゅうみあげせん）は、長野県南佐久郡南相木村を走る一般県道。

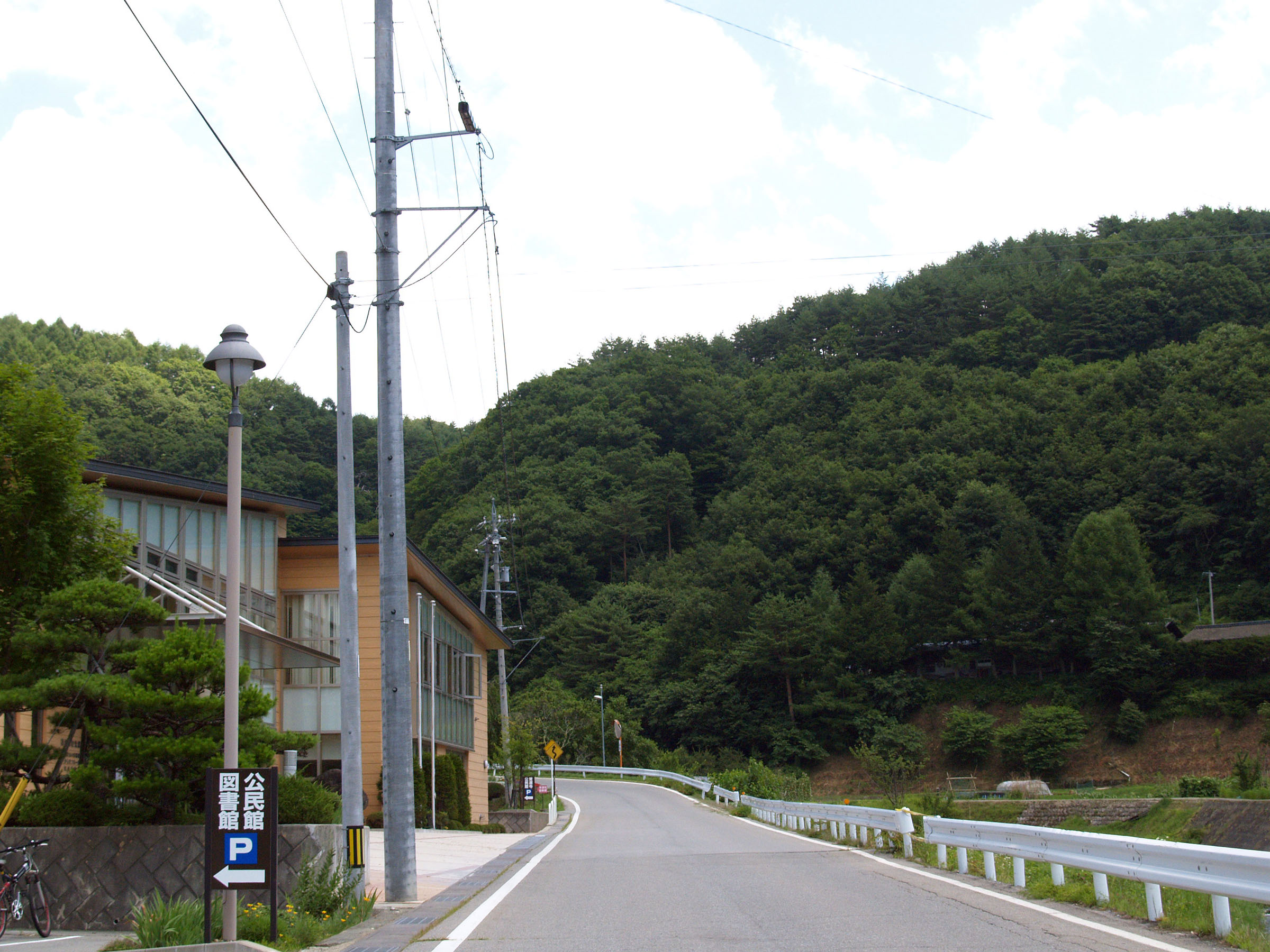
南相木村公民館前（2011年7月）

## 概要
栗生川に沿って南相木村の栗生地区と中島地区を結ぶ。
路線名に含まれる「栗尾」は「栗生」の古い表記である。

### 路線データ
- 起点：南佐久郡南相木村字栗生
- 終点：南佐久郡南相木村字見上（長野県道2号川上佐久線交点）

## 通過する自治体
- 南佐久郡南相木村

## 交差・接続する道路
- 長野県道2号川上佐久線 - 南佐久郡南相木村字見上（終点）